# Les Blondes
Cet article possède un paronyme, voir Blonde.
Les Blondes est une série de bande dessinée humoristique, retranscrivant la majorité des blagues connues sur les femmes blondes, souvent relatives à leur prétendue stupidité.

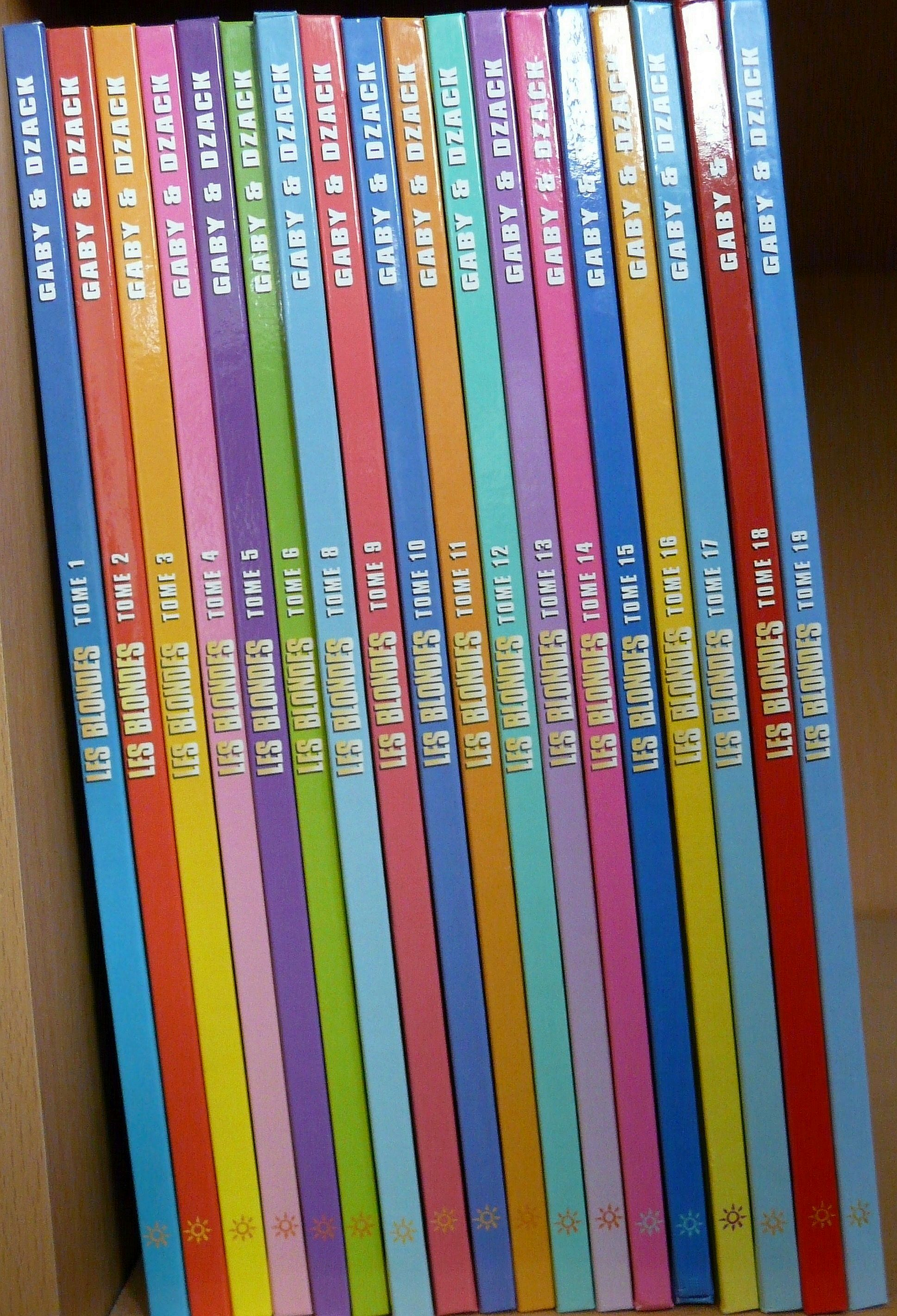
Les 19 premiers albums de la série (sauf un).

## Thème
Le fil conducteur des albums tourne autour des blagues sur les blondes.  La série de bande dessinée humoristique retranscrit la majorité des blagues connues sur les femmes blondes.

## Auteurs
- Scénariste : Gaby
- Dessinateur : Dzack (Christian Paty)
- Coloriste : Yoann Guillo

## Personnages de cette bande dessinée
- Vanessa : personnage principal de la BD. Très cruche et pas très maligne, elle est l'incarnation des stéréotypes sur les blondes.
- Ophélie : copine de Vanessa, blonde et stupide également.
- Amandine : copine de Vanessa, blonde mais moins stupide que Vanessa. Elle fait beaucoup de sport.
- Kim : copine de Vanessa. Elle a les cheveux noirs et est Asiatique, souvent représentée dans son bureau.
- Chloé : copine de Vanessa. Elle est rousse.
- Anne : copine de Vanessa. Elle est brune et a des lunettes.
- JPFK : présentateur de jeux télévisés auxquels Vanessa ou d'autres blondes participent.
- Le directeur : patron de Vanessa. Très colérique, il envoie régulièrement cette dernière chez le DRH lorsqu'elle fait une démonstration de sa bêtise.
- Jules : petit copain de Vanessa.

## Albums
1. Tome 1, 2005[2].
2. Tome 2, 2005.
3. Tome 3, 2005[3].
4. Plus blondes que jamais, 2006.
5. Qui dit mieux ?, 2007.
6. Mises à nu, 2007.
7. James Blondes 007, 2007.
8. Le Grand Huit, 2008.
9. Il est pas joli, mon neuf ?, 2009.
10. Ça se fête, 2009.
11. Plus blondes que blondes, 2009.
12. Coucou Qui C'est ?, 2010.
13. Ca porte bonheur !, 2011.
14. Dans mes bras !, 2011.
15. C'est cadeau, 2011.
16. Blonde Attitude , 2012.
17. Vous voulez ma photo ?, 2012.
18. Vu à la télé, 2013.
19. Ça plane pour moi !, 2013.
20. Tome 20, 2014.
21. Olé !, 2014.
22. On est tous blondes !, 2015.
23. C'est tous les jours Noël !, 2015.
24. Allo ?!, mai 2016.
25. Tome 25, mai 2016.
26. Les blondes à la campagne, juin 2017.
27. Super hotte !, décembre 2017.

## Hors-série
1. Les Blondes en Ch'ti (2008)
2. Les Blondes en Breton (2009)
3. Les Mini-Blondes (2010)
4. Morceaux choisis (2010)
5. 3D, plus mieux qu'Avatar ! (2010)
6. Best-Of 3D ! (2011)
7. Les Recettes (2011)
8. Les Blondes 3D - Tome 3 (2012)
9. Blondes Academy (2012)
10. La compil' des vacances ! (2013)
11. Les Animals (2014)
12. Les blondes en trois dés ! (2015)

## Publication

### Éditeurs
- MC Productions/Gaby/Dzack : tomes 1 à 18
- Soleil Productions/Gaby/Dzack : à partir du tome 19

## Adaptation
- La série télévisée "Les Blondes" est l'adaptation des albums 1 à 9 en dessin animé[4]. Réalisé par Yann Bonnin, produit en 2007 par la société Cyber Group Animation. La série se compose de 100 épisodes d'une durée d'une minute trente, animés en flash. L'héroïne principale, qui s'appelle Vanessa, est doublée par l'actrice Patricia Elig.